# David Moberg Karlsson
David Moberg Karlsson (Mariestad, 20 maart 1994) is een Zweeds voetballer die bij voorkeur als aanvaller speelt. Hij verruilde in augustus 2014 Sunderland voor FC Nordsjælland.

## Clubcarrière
Karlsson verruilde in 2008 Björsäters IF voor IFK Mariestad, waar hij in 2009 zijn profdebuut maakte. In 2010 trok hij naar IFK Göteborg. Na drie jaar werd hij voor 1,75 miljoen euro verkocht aan het Engelse Sunderland. Hij speelde 30 competitiewedstrijden voor IFK Göteborg. Hij tekende een vierjarig contract bij The Black Cats.

## Interlandcarrière
Karlsson speelde zes wedstrijden voor Zweden -17. Hij debuteerde in 2015 in Zweden -21.